# Adolph Christian Avemann

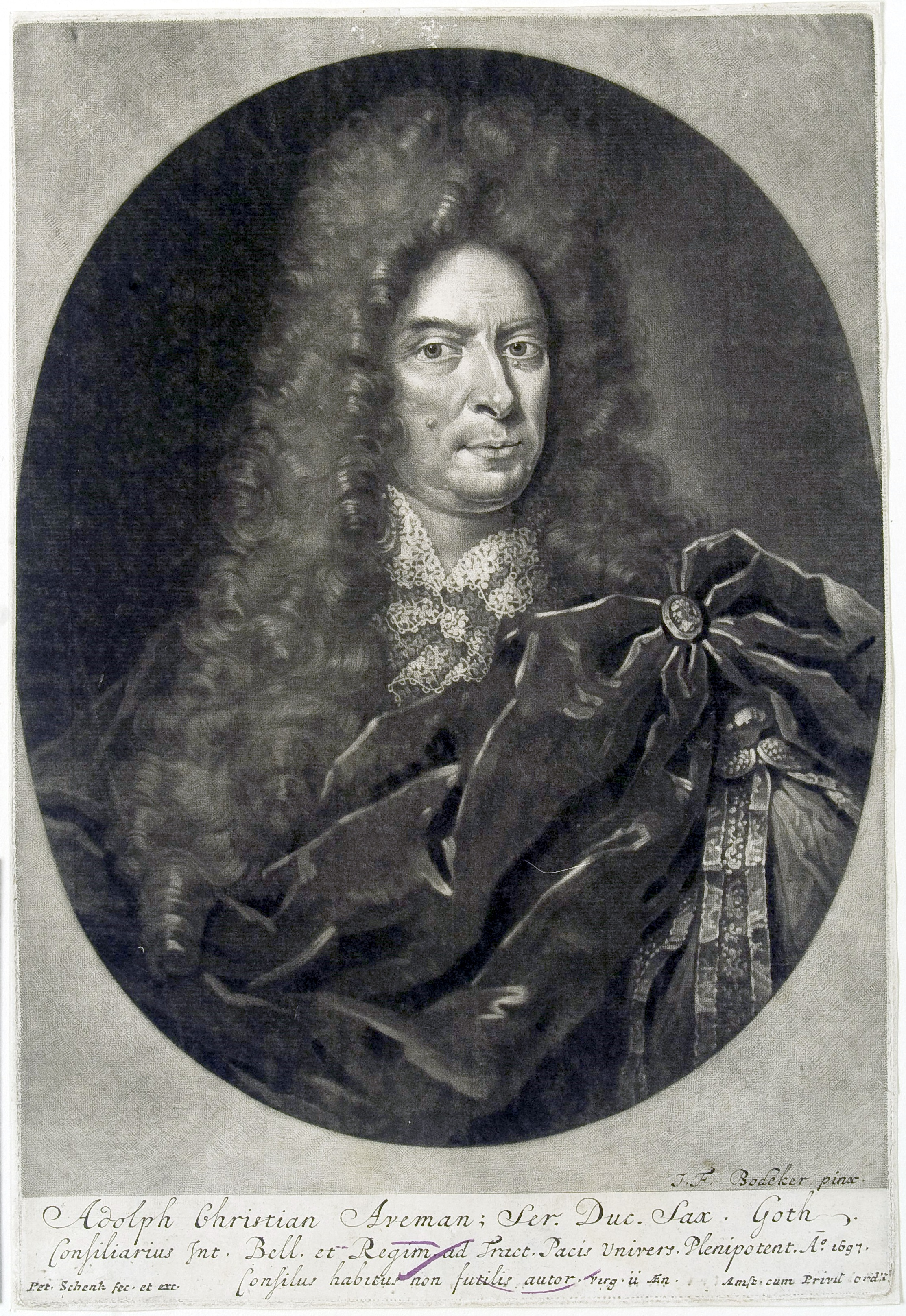
Porträt Adolph Christian Avemann (Peter Schenk der Ältere 1697)

Adolph Christian Avemann von Lettau (* 1646 in Eisenach; † 1738) war ein deutscher Jurist und Geheimrat im Herzogtum Sachsen-Gotha-Altenburg.

## Leben
Avemann war der Sohn des Gothaer Kanzlers Ernst Ludwig Avemann.
Er studierte Rechtswissenschaften an der Universität Utrecht. Danach wurde er Herzoglicher Beamter, Geheimrat und Kriegsrat im Herzogtum Sachsen-Gotha-Altenburg unter Friedrich II. und Friedrich III.
1729 ließ er sich als Wohnsitz in Siebleben bei Gotha Schloss Mönchhof erbauen.

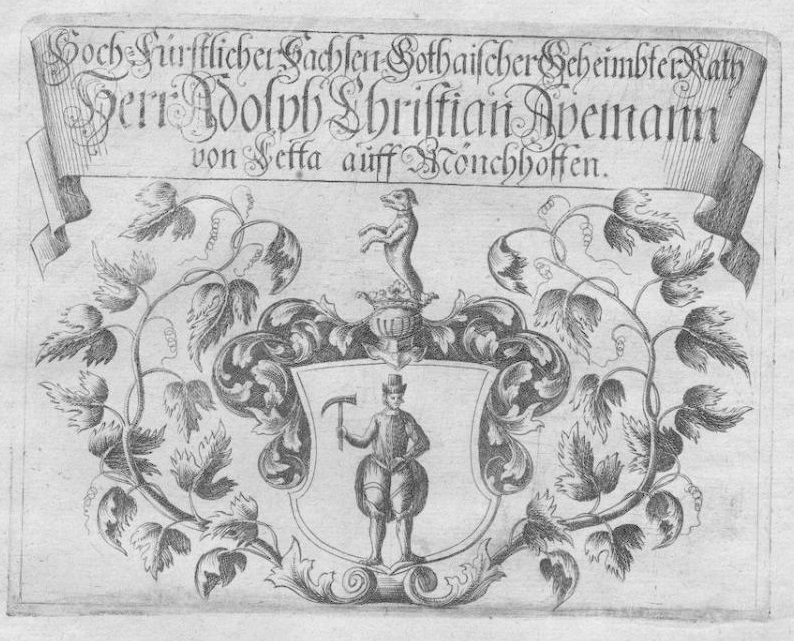
Wappen des Adolph Christian Avemann von Letta auf Mönchhofen, 1720
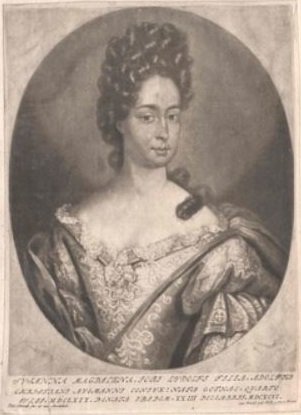
Susanna Magdalena von Avemann, geb. Ludolf

Er war verheiratet mit Susanna Magdalena Ludolf, Tochter des Erfurter Orientalisten Hiob Ludolf. Mit ihr hatte er mindestens zwei Söhne: Ludwig Christian (erw. 1723) und Heinrich Ludwig (1696–1761). Letzterer studierte ab 1715 in Jena, ab 1719 in Halle und promovierte. Er folgte seinem Vater als Hofbeamter in Gotha und wurde Geheimer Justiz- und Oberkonsistorialrat.
In zweiter Ehe war Adolph Christian Avemann mit Maria Sibylla von Humbracht verheiratet.
Am 4. Juli 1736 erhielt er durch Kaiser Karl VI. seine Adels-Erneuerung.